# Glória d'Oeste
Glória d'Oeste é um município brasileiro do estado do Mato Grosso.

## Geografia
Localiza-se a uma latitude 15º46'06" sul e a uma longitude 58º13'04" oeste, estando a uma altitude de 200 metros. Sua população, conforme estimativas do IBGE de 2021, era de 2 990 habitantes.

## População
A população de Glória d`Oeste em 2010 foi contabilizada pelo IBGE em 3.135 habitantes.
- Homens: 1.595
- Mulheres: 1540
- Urbana: 2.147
- Rural: 988

Desenvolvimento da população 
| Ano                   | 1996  | 2000   | 2007  | 2010  | 2017  |
| --------------------- | ----- | ------ | ----- | ----- | ----- |
| População             | 3.857 | 3.361  | 3.124 | 3.135 | 2.964 |
| Taxa de Crescimento % | N/A   | -12,85 | -7,05 | 0,35  | -5,45 |

## Religião
Religião no Município de Glória D'Oeste segundo o censo de 2010.
| Religião       | %    |
| -------------- | ---- |
| Catolicismo    | 81,7 |
| Protestantismo | 13,1 |
| Outras         | 1,7  |
| Sem religião   | 3,5  |

## Últimos prefeitos eleitos
| Ano  | Prefeito             | Partido | Votos | %     | Ref    |
| ---- | -------------------- | ------- | ----- | ----- | ------ |
| 2004 | José Luiz Do Avanço  | PPS     | 954   | 50,53 | [ 7 ]  |
| 2008 | Nilton Borgato       | PP      | 1.273 | 58,00 | [ 8 ]  |
| 2012 | Elisete do Carlinhos | PSDB    | 835   | 100   | [ 9 ]  |
| 2016 | Paulo Remédio        | PSB     | 1.522 | 70,66 | [ 10 ] |
| 2020 | Gheysa Borgato       | PSD     | 1.113 | 50,57 | [ 11 ] |